# 덴표진고
덴표진고(일본어: 天平神護)는 일본의 연호 중 하나이다.
- 전후 : 덴표호지(天平宝字) 이후 - 진고케이운(神護景雲) 이전.
- 시기 : 765년 ~ 766년
- 천황 : 쇼토쿠 천황

## 개원(改元)
- 덴표호지 9년 1월 7일(율리우스력 765년 2월 1일)에 개원하여
- 덴표진고 3년 8월 16일(율리우스력 767년 9월 13일)에 진고케이운으로 개원되었다.

## 유래
후지와라노 나카마로가 일으킨 반란을 신의 가호에 의해 평정하였다고 하여 진고(神護 신호[*])라고 하였다.

## 서력과의 대조표
| 덴표진고    | 원년       | 2년        | 3년        |
| ----------- | ---------- | ---------- | ---------- |
| 서기 (西紀) | 765년      | 766년      | 767년      |
| 간지 (干支) | 을사(乙巳) | 병오(丙午) | 정미(丁未) |

## 같이 보기
- 일본의 연호 일람

| 이전 덴표호지 | 일본의 연호 757년 ~ 765년 | 다음 진고케이운 |